# Natee Thongsookkaew
Natee Thongsookkaew (thaï : นที ทองสุขแก้ว), né le 9 décembre 1966 à Uttaradit en Thaïlande, est un footballeur international thaïlandais, qui évoluait au poste de défenseur.

## Biographie

### Carrière en sélection
Avec l'équipe de Thaïlande, il joue 87 matchs (pour un but inscrit) entre 1986 et 2000. 
Il figure dans le groupe des sélectionnés lors des Coupes d'Asie des nations de 1992 et de 1996, où son équipe est éliminée à chaque fois au premier tour.
Il joue également trois matchs comptant pour les tours préliminaire de la coupe du monde 1998.